# Hydroscapha jumaloni
Hydroscapha jumaloni is een keversoort uit de familie Hydroscaphidae. De wetenschappelijke naam van de soort is voor het eerst geldig gepubliceerd in 1972 door Sato.